# Luis Oliva
Luis “El Negro” Oliva (La Paz, Córdoba, 21 de junio de 1908 –Córdoba, 30 de junio de 2009) fue un atleta argentino que compitió en los Juegos Olímpicos de 1932 y 1936. 

## Carrera
Fue descubierto como atleta mientras cumplía con el servicio militar, después de ganar todas las pruebas de fondo y semifondo en un torneo de su unidad. Obtuvo medallas de oro en los Campeones Sudamericanos de 1931 y 1933 en la prueba de 3000 m y una plata en la prueba de 5000 m de 1933.
En los Juegos Olímpicos de Los Ángeles 1932, no superó su serie en los 1.500 metros aunque estuvo cerca de llegar a la final y no completó la prueba en los 3.000 metros vallas. Cuatro años después no acabó la maratón, a pesar de haber entrenado con Juan Carlos Zabala, el ganador de la prueba en 1932. Durante esos juegos, sin embargo, recibió un saludo personal de Adolf Hitler y apareció en el documental de los juegos de Leni Riefenstahl. Intentó competir en los Juegos Olímpicos de Verano de 1940 antes de que fueran cancelados, y luego se estableció como profesor de educación física en Argentina. 
Murió el 30 de junio de 2009, varios días después de cumplir 101 años, a causa de una afección pulmonar.